# Jemma Reekie
Jemma Reekie (* 6. März 1998 in Kilbarchan) ist eine britische Leichtathletin aus Schottland, die sich auf den Mittelstreckenlauf spezialisiert hat. 2024 wurde sie in Glasgow Vizehallenweltmeisterin im 800-Meter-Lauf.

## Sportliche Laufbahn
Erste internationale Erfahrungen sammelte Jemma Reekie 2017 bei den U20-Europameisterschaften in Grosseto, bei denen sie im 1500-Meter-Lauf in 4:13,25 min die Goldmedaille gewann und über 3000 Meter mit 9:24,81 min auf den vierten Platz gelangte. Im Jahr darauf qualifizierte sie sich über 1500 Meter für die Europameisterschaften in Berlin, bei denen sie aber mit 4:10,35 min bereits in der ersten Runde ausschied. 2019 nahm sie an den Halleneuropameisterschaften in Glasgow teil, schied aber auch dort mit 4:13,44 min im Vorlauf aus. Im Juli feierte sie bei den U23-Europameisterschaften in Gävle in 2:05,19 min bzw. 4:22,81 min einen Doppelsieg über 800 und 1500 Meter. Über 1500 Meter erhielt sie zudem einen Startplatz für die Weltmeisterschaften in Doha im Oktober, bei denen sie mit 4:12,51 min im zweiten Vorlauf ausschied.
Im Februar 2020 stellte Reekie in Glasgow mit 1:57,91 min einen neuen britischen Hallenrekord im 800-Meter-Lauf auf und löste damit die bisherige Rekordhalterin Jenny Meadows ab. Ihre gelaufene Zeit wurde seit 2006 nicht mehr unterboten und brachte sie auf Platz elf der ewigen Bestenliste in der Halle (Stand 2020). Während der Freiluftsaison siegte sie in 1:59,68 min beim Bauhaus-Galan sowie in 1:58,63 min beim Janusz Kusociński Memorial. Mitte September siegte sie dann auch bei der Golden Gala Pietro Mennea in 1:59,76 min über 800 m. Über 1500 m siegte sie in 4:09,01 min beim Memoriał Ireny Szewińskiej und in 4:02,20 min beim Meeting Pro Athlé Tour de Marseille. Im Jahr darauf siegte sie in 1:58,27 min bei den USATF Golden Games und in 1:59,60 min beim P-T-S Meeting sowie in 2:00,77 min bei den FBK Games. Im Juli wurde sie beim Herculis in 1:56,96 min Zweite über 800 m und erreichte anschließend bei den Olympischen Spielen in Tokio das Finale, in dem sie mit persönlicher Bestleistung von 1:56,90 min den vierten Platz hinter Raevyn Rogers (1:56,81 min) belegte. Anfang September wurde sie beim Memorial Van Damme in 1:58,77 min Dritte über 800 Meter.
2022 erreichte sie bei den Weltmeisterschaften in Eugene das Halbfinale über 800 Meter und schied dort mit 2:00,43 min aus. Anschließend belegte sie bei den Commonwealth Games in Birmingham in 4:05,33 min den fünften Platz über 1500 Meter und verpasste über 800 Meter mit 2:00,68 min den Finaleinzug. Daraufhin belegte sie bei den Europameisterschaften in München in 2:00,31 min den fünften Platz. Im Jahr darauf siegte sie in 1:58,94 min beim Memoriał Janusza Kusocińskiego und siegte in 1:57,30 min beim London Athletics Meet. Anschließend belegte sie bei den Weltmeisterschaften in Budapest mit 1:57,72 min im Finale den fünften Platz. 2024 gewann sie bei den Hallenweltmeisterschaften in Glasgow in 2:02,72 min die Silbermedaille hinter der Äthiopierin Tsige Duguma. Im Mai wurde sie bei der Doha Diamond League in 1:58,42 min Zweite über 800 Meter und anschließend beim Prefontaine Classic in 1:57,45 min Dritte. Im Juni startete sie über 1500 Meter bei den Europameisterschaften in Rom und belegte dort in 4:06,17 min den fünften Platz. Anschließend steigerte sie sich beim London Athletics Meet auf 1:55,61 min und wurde damit Zweite, ehe sie im August bei den Olympischen Sommerspielen in Paris mit 1:58,01 min im Halbfinale ausschied. Bei der Athletissima wurde sie in 1:58,73 min Dritte. 
2022 wurde Reekie britische Meisterin im 800-Meter-Lauf im Freien sowie 2024 in der Halle. Zudem wurde sie 2019 Hallenmeisterin über 1500 Meter.

## Persönliche Bestleistungen
- 800 Meter: 1:55,61 min, 20. Juli 2024 in London
  - 800 Meter (Halle): 1:57,91 min, 1. Februar 2020 in Glasgow
- 1000 Meter: 2:36,79 min, 18. August 2018 in Birmingham
  - 1000 Meter (Halle): 2:39,74 min, 19. Februar 2022 in Birmingham
- 1500 Meter: 3:58,65 min, 16. Juli 2023 in Chorzów
  - 1500 Meter (Halle): 4:00,52 min, 8. Februar 2020 in New York
- Meile: 4:27,00 min, 18. August 2019 in Birmingham
  - Meile (Halle); 4:17,88  8. Februar 2020 in New York (britischer Rekord)
- 3000 Meter: 9:24,81 min, 22. Juli 2017 in Grosseto
  - 3000 Meter (Halle): 9:16,48 min, 4. Januar 2019 in Glasgow